# 花町物語
『花町物語』（はなまちものがたり）は、2005年8月26日にVivid Colorより発売されたボーイズラブ系アダルトゲーム。遊廓シリーズ第一弾。2010年4月30日に廉価版が発売された。

## 登場人物
朱璃（しゅり）
声 - 緑川光
本作の主人公／身長158cm
女郎とイギリス人との間に生まれた少年。
純粋で優しい心を持っている。自分の意思を強く出す事が苦手。
動物が大好き。
東條 巽（とうじょう たつみ）
声 - 森川智之
陰間茶屋「華菱」の若き主人／身長180cm
理論派で現実主義。
二階堂将人の弟で各務征士郎の甥。
榎本 朔弥（えのもと さくや）
声 - プログレス
華菱の一番人気の陰間／身長168cm
基本的に誰にも優しいが、他人との距離を一線引いている。
華菱に住みついている野良猫に餌をあげることが日課。
相馬 和泉（そうま いずみ）
声 - 万栗太郎
「華菱」の仲間／ 身長160cm
日中は華菱で働く健気な少年、夜は人気の花魁の二重人格を持っている。
朱璃の親友。
梶山 啓治（かじやま けいじ）
声 - 富士爆発
「華菱」の見張り番／身長184cm
寡黙で落ち着いた雰囲気の青年。
無口で義理堅く、東條に対してとても忠実。
五十嵐 馨（いがらし かおる）
声 - 沖野靖宏
「華菱」に住む有名な絵師／身長182cm
調子がよく男女問わずモテる。
納得できるまでとことんやらないと気がすまない性格。
各務 征士郎（かがみ せいしろう）
声 - 成田剣
「華菱」の常連客で貿易商／ 身長178cm
大人の包容力がある紳士。
少し強引なところもある。巽と将人の叔父。
二階堂 将人（にかいどう まさと）
声 - 檜山修之
「華菱」の客で軍人／身長185cm
精悍な顔立ちの好青年。
華菱の主人である巽の兄で、各務の甥。
口風琴（ハーモニカ）が得意。

## スタッフ
- 原画・CG：タカツキノボル
- シナリオ：柳家保名、椎名理生
- OPムービー：本山音響
- 背景：長谷川正史、飯島龍太郎、白井走、平良亜梨沙
- CGワークス：林崎真悟、まりん、かわせみはるか
- 音響監督：きくたひろみ
- 録音スタジオ：FMサウンズ
- 音響制作：楽音舎
- 音楽：KIRIKO/HIKO sound
- 音声編集・SE：上條貴史、9
- プログラム：向日葵正
- スクリプト：すぱな、永久風
- デザインワークス：わらけん
- ディレクター：へたれっち
- アシスタントディレクター：ina
- 制作：メイザーズぬまきち
- プロデューサー：mym
- スペシャルサンクス：イケちゃん、コージ、姫鬼、GON
- 制作協力：STACK software
- 製作：Vivid Color

## 関連商品

### ノベルス
- 花町物語 〜艶恋歌〜 （幻冬舎コミックス〈リンクスロマンス〉、2006年7月31日発売、十掛ありい／著・タカツキノボル／イラスト） ISBN 4-34-480796-0

### コミックス
- 花町物語 〜初桜舞う、夜の褥〜 （海王社〈GUSH COMICS〉、2012年4月10日発売、サマミヤアカザ／著・VividColor／原作） ISBN 4-79-640299-3

### ドラマCD
- 花町物語 オフィシャル通販特典ドラマCD
- 花町物語 キャラクタードラマCD 第一巻 朱璃・東條巽 編
- 花町物語 キャラクタードラマCD 第二巻 朱璃・相馬和泉 編
- 花町物語 キャラクタードラマCD 第三巻 朱璃・五十嵐馨 編
- 花町物語 キャラクタードラマCD 全巻購入特典 座談会CD
- 花町物語 夢絵巻

### 画集
- 花町物語 設定画集 （宙出版 2006年2月16日発売） ISBN 4-7767-9259-1

## 関連作品
- 花陰-堕ちた蜜華-